# Гаретке
Гаретке (груз. გარეტყე) — село в Грузии, на территории Кедского муниципалитета Аджарии.

## География
Село находится в юго-западной части Грузии, вблизи государственной границы с Турцией, на расстоянии приблизительно 8 километров (по прямой) к юго-востоку от посёлка городского типа Кеда, административного центра муниципалитета.

## Население
По результатам официальной переписи населения 2014 года в Гаретке проживало 89 человек (47 мужчин и 42 женщины).
| Год  | Население, человек |
| ---- | ------------------ |
| 2002 | 93                 |
| 2014 | ↘ 89               |